# Dsungaripteridae
Los dsungariptéridos (Dsungaripteridae) son una familia extinta de pterosaurios incluidos dentro del suborden Pterodactyloidea.
En 1964 Young creó la familia para situar al por entonces recién descubierto género chino Dsungaripterus. Más tarde, también se asignaron a esta familia a Noripterus (por entonces incluía también a “Phobetor”, un género sinónimo de Noripterus y que además ya había sido utilizado con anterioridad, de ahí que se ponga entre comillas).
En 2003, Alexander Kellner dio la definición exacta como clado: el grupo se compondría del último ancestro común de Dsungaripterus y Noripterus, y de todos sus descendientes. Las sinapomorfias que él proporcionó son las siguientes seis características: una órbita ocular relativamente pequeña, situada en lo alto del cráneo; una abertura por debajo de la cuenca ocular; un borde alto a lo largo del hocico, el cual comienza en frente de la abertura nasal y finaliza detrás de las órbitas oculares; el maxilar se extiende hacia abajo y hacia atrás; ausencia de dientes en la parte frontal de las mandíbulas; los dientes en la parte posterior de la mandíbula superior son los mayores; y los dientes tienen una amplia base oval. Kellner señaló que todos los miembros de este grupo, exceptuando al propio Dsungaripterus, son conocidos a partir de restos fragmentarios, por lo tanto la última característica debe aún determinarse con certeza en todos los miembros.
Posteriormente se han asignado a los géneros Domeykodactylus y Lonchognathosaurus a la familia. Estas son formas de tamaño mediano, adaptadas a comer criaturas de caparazón duro, los cuales destrozaban con sus dientes aplanados.
En 2003, David Unwin dio una definición levemente distinta: el último ancestro común de Dsungaripterus weii y Noripterus complicidens, y todos sus descendientes.
Los dsungariptéridos conocidos vivieron entre el Jurásico Superior hasta el Cretácico Inferior (Hauteriviense). El grupo se incluye en la superfamilia Dsungaripteroidea sensu Unwin y está probablemente emparentado de cerca con los Azhdarchoidea. De acuerdo a Unwin, Germanodactylus es el taxón hermano del grupo, pero sus análisis son los únicos con este resultado. De acuerdo a un análisis realizado por Brian Andres en 2008, los Dsungaripteridae están cercanamente relacionados con los Tapejaridae, los cual los convertiría en miembros de hecho de los Azhdarchoidea.